# Belaïd Lacarne
Belaïd Lacarne [Arabul: بليد لكرن] (Sidi Bel Abbes, 1940. október 26. – 2024. október 15.) algériai nemzetközi labdarúgó-játékvezető. Polgári foglalkozás: olajipari termék-kereskedő.

## Pályafutása

### Nemzeti játékvezetés
A játékvezetői vizsgát 1973-ban tette le. 1975-ben lett az I. Liga játékvezetője. A nemzeti játékvezetéstől 1985-ben vonult vissza. 

### Nemzetközi játékvezetés
A Algériai labdarúgó-szövetség Játékvezető Bizottsága (JB) terjesztette fel nemzetközi játékvezetőnek, a Nemzetközi Labdarúgó-szövetség (FIFA) 1980-tól tartotta nyilván bírói keretében. A FIFA JB központi nyelvei közül a franciát és a spanyolt beszéli. Több válogatott és nemzetközi klubmérkőzést vezetett, vagy működő társának partbíróként segített. Az algériai nemzetközi játékvezetők rangsorában, a világbajnokság sorrendjében a 2. helyet foglalja el 1 találkozó szolgálatával. Az aktív nemzetközi játékvezetéstől 1985-ben a FIFA 45 éves korhatárát elérve búcsúzott.

#### Labdarúgó-világbajnokság
A világbajnoki döntőhöz vezető úton Spanyolországba a XII., az 1982-es labdarúgó-világbajnokságra a FIFA JB bíróként alkalmazta. A FIFA JB elvárása szerint, ha nem vezetett, akkor partbíróként tevékenykedett. Két csoportmérkőzésen, a második kör két találkozóján és a bronzmérkőzésen 2. számú besorolást kapott. Nicolae Rainea [2+4 (partbíró)] és Gilberto Aristízabal [1+5 (partbíró)] játékvezető társaival 6 mérkőzéssel a legtöbbet foglalkoztatott sportemberek voltak. Világbajnokságon vezetett mérkőzéseinek száma: 1 + 5 (partbíró).

##### 1982-es labdarúgó-világbajnokság

###### Selejtező mérkőzés
| Időpont           | Helyszín               | Mérkőzés típusa           | Mérkőzés          | Eredmény | Nézők száma |
| ----------------- | ---------------------- | ------------------------- | ----------------- | -------- | ----------- |
| 1980. november 1. | Olimpiai Stadion, Róma | előselejtező (5. csoport) | Olaszország–Dánia | 2 – 0    | 49 500      |

###### Világbajnoki mérkőzés
| Időpont          | Helyszín                          | Mérkőzés típusa              | Mérkőzés               | Eredmény | Nézők száma |
| ---------------- | --------------------------------- | ---------------------------- | ---------------------- | -------- | ----------- |
| 1982. június 18. | José Rico Pérez Stadion, Alicante | csoportmérkőzés (3. csoport) | Argentína–Magyarország | 4 – 1    | 32 093      |

##### 1986-os labdarúgó-világbajnokság

###### Selejtező mérkőzés
| Időpont          | Helyszín               | Mérkőzés típusa                     | Mérkőzés             | Eredmény |
| ---------------- | ---------------------- | ----------------------------------- | -------------------- | -------- |
| 1985. április 5. | Nemzeti Stadion, Kairó | előselejtező (2. kör-, 1. mérkőzés) | Egyiptom–Madagaszkár | 1 – 0    |

#### Olimpiai játékok
Az 1980. évi nyári olimpiai játékok labdarúgó tornáján a FIFA JB bíróként alkalmazta.

##### 1980. évi nyári olimpiai játékok
| Időpont          | Helyszín                 | Mérkőzés típusa              | Mérkőzés               | Eredmény |
| ---------------- | ------------------------ | ---------------------------- | ---------------------- | -------- |
| 1980. július 21. | Kirov Stadion, Leningrád | csoportmérkőzés (B. csoport) | Csehszlovákia–Kolumbia | 3 – 0    |

## Sportvezetői pályafutása
2002-től az Afrikai Labdarúgó-szövetség (CAF) JB tagja. 2004-től az Afrikai Nemzetek-kupája JB tagja, a FIFA JB tagja.